# Sophie Turner Laing
Sophie Henrietta Turner Laing, OBE (nascida em 7 de setembro de 1960) é uma executiva e produtora de televisão britânica. Ela foi CEO do Endemol Shine Group de dezembro de 2014 até julho de 2020, e ex-diretora de conteúdo do grupo britânico de televisão BSkyB.

## Carreira
Antes de assumir o posto de CEO do Grupo Endemol Shine, Sophie ocupou o cargo de diretora administrativa de conteúdo na Sky no Reino Unido. Ela já havia trabalhado para a BBC como diretora interina e, junto com Peter Orton e Jim Henson, foi fundadora da HIT Entertainment.
Em 2018, foi nomeada Oficial da Ordem do Império Britânico (OBE) por "seus serviços prestados à mídia".  